# Jens
Jens är ett mansnamn med danskt ursprung, en kortform av Johannes.
Jens började så sakteliga öka i popularitet på 1960-talet och blev på 70- och 80-talen ett av de 50 vanligaste tilltalsnamnen. På 1990-talet vände trenden nedåt och Jens popularitet har fallit kraftigt. Den 31 december 2005 fanns det totalt 17 895  personer i Sverige med namnet Jens, varav 11 297 med det som tilltalsnamn. År 2003 fick 141 pojkar namnet, varav 35 fick det som tilltalsnamn.
Namnsdag: i Sverige 29 mars (1986-1992: 6 oktober). I den finlandssvenska namnsdagslängden har Jens namnsdag 24 juni sedan 1995.

## Personer med namnet Jens
- Jens Assur, svensk fotograf
- Jens Bjørneboe, norsk författare
- Jens Burman, svensk längdskidåkare
- Jens Byggmark, svensk alpin skidåkare
- Jens Cajuste, svensk fotbollsspelare
- Jens Christian Djurhuus, färöisk poet
- Jens Doberschütz, östtysk roddare
- Jens Filbrich, tysk längdskidåkare
- Jens Fink-Jensen, dansk författare m.m.
- Jens Fischer, svensk filmfotograf
- Jens Ganman, svensk skribent och satiriker
- Jens Christian Grøndahl, dansk författare
- Jens Holm, svensk politiker
- Jens Peter Jacobsen, dansk poet
- Jens Juel, dansk målare
- Jens Otto Krag, dansk f.d. statsminister
- Jens Langkniv, dansk stråtrövare
- Jens Lapidus, svensk jurist och författare
- Jens Lehmann, tysk fotbollsspelare, målvakt
- Jens Lekman, svensk musiker
- Jens Orback, svenskt f.d. statsråd (S) och journalist
- Jens Peterson, svensk journalist och film- och teaterrecensent
- Jens von Reis, svensk TV-personlighet
- Jens C Skou, dansk kemist, Nobelpriset i kemi 1997
- Jens Spendrup, svensk företagsledare och näringslivsprofil
- Jens Stoltenberg, norsk politiker, statsminister och NATO:s generalsekreterare
- Jens Holgersen Ulfstand, danskt riksråd
- Jens Vahl, dansk botaniker
- Jens Voigt, tysk tävlingscyklist
- Jens Weissflog, (öst)tysk backhoppare